# Ꞑ
La N con descendente (Ꞑ, ꞑ) es una letra del alfabeto latino, utilizada en el alfabeto yaꞑalif de la década de 1930 (por ejemplo para el alfabeto tártaro) y continuado en las ortografías de la década de 1990 diseñadas para  restaurar el uso del alfabeto latino para la lengua tártara y la chechena.
En la mayoría de los idiomas, esta letra representaba una consonante velar nasal (como en la palabra angosto).
Debido a problemas con la visualización de esta letra en teléfonos y computadoras, a veces se reemplaza por eng (Ŋ ŋ), una letra con la misma función. Otras letras equivalente son la letra arábiga ng (ݣ) y la cirílica eng Ң.

## Historia
La letra apareció a fines de la década de 1920 en el Alfabeto Turco Uniforme, sin embargo, fue tomada prestada por algunos otros pueblos no turcos de la Unión Soviética durante la campaña de latinización. En la década de 1990, la letra se usó en el alfabeto latino checheno, en la década de 2000 se usó en el alfabeto latino tártaro, sin embargo, en ninguno de los dos se usa ampliamente. En el alfabeto checheno, la mayúscula se parece a la minúscula, pero tiene un tamaño más grande.

## Unicode
En Unicode, la mayúscula Ꞑ  está codificada en U+A790 y la minúscula ꞑ está codificada en U+A791.
| Carácter      | Ꞑ                                     | Ꞑ                                     | ꞑ                                   | ꞑ                                   |
| ------------- | ------------------------------------- | ------------------------------------- | ----------------------------------- | ----------------------------------- |
| Unicode       | LATIN CAPITAL LETTER N WITH DESCENDER | LATIN CAPITAL LETTER N WITH DESCENDER | LATIN SMALL LETTER N WITH DESCENDER | LATIN SMALL LETTER N WITH DESCENDER |
| Codificación  | decimal                               | hex                                   | decimal                             | hex                                 |
| Unicode       | 42896                                 | U+A790                                | 42897                               | U+A791                              |
| UTF-8         | 234 158 144                           | EA 9E 90                              | 234 158 145                         | EA 9E 91                            |
| Ref. numérica | &#42896;                              | &#xA790;                              | &#42897;                            | &#xA791;                            |